# La Rivière de nos amours
Pour plus de détails, voir Fiche technique et Distribution.
La Rivière de nos amours (The Indian Fighter) est un western américain, réalisé par André de Toth sorti en 1955.

## Synopsis
Oregon 1870.  L'éclaireur Johnny Hawks, qui connaît bien la culture indienne, est envoyé auprès de Nuage Rouge (Red Cloud), chef des Sioux,  afin de lui demander l'autorisation de faire passer un convoi sur son territoire. Mais deux renégats, à la recherche d’une mine d'or, assassinent Loup Gris, un membre de la tribu.

## Fiche technique
- Titre original : The Indian Fighter
- Titre français : La Rivière de nos amours
- Réalisation : André de Toth
  - Assistants : Tom Connors Jr. et Jack Voglin
- Scénario : Frank Davis et Ben Hecht, d'après une histoire de Robert L. Richards
- Production : William Schorr et Samuel P. Norton
- Producteur exécutif : Kirk Douglas (non crédité)
- Direction artistique : Wiard Ihnen
- Photographie : Wilfred Cline
- Son : Joe Edmondson
- Montage : Richard Cahoon
- Effets spéciaux : Dave Koehler
- Cascades : Richard Farnsworth, Bob Folkerson, Ted V. Mikels et Bill Williams
- Casting : Anne Buydens
- Musique : Franz Waxman
- Société de production : Bryna Productions
- Société de distribution : United Artists
- Pays de production :  États-Unis
- Langue originale : anglais
- Format : couleur (Technicolor) — 35 mm — 2,35:1 (CinemaScope)— son Mono (Western Electric Recording)
- Genre : Western
- Durée : 88 minutes
- Dates de sortie :
  - États-Unis : 21 décembre 1955
  - Belgique : 2 mars 1956
  - France : 6 juin 1956
- Affiche : André Bertrand (France)

## Distribution
- Kirk Douglas (VF : Roger Rudel) : Johnny Hawks
- Elsa Martinelli (VF : Anne Caprile) : Onahti
- Walter Matthau (VF : Claude Bertrand) : Wes Todd
- Diana Douglas (VF : Jacqueline Ferrière) : Susan Rogers
- Walter Abel : le capitaine Trask
- Lon Chaney Jr. (VF : Pierre Morin) : Chivington
- Eduard Franz : Nuage Rouge
- Alan Hale Jr. (VF : Jean Violette) : Will Crabtree
- Elisha Cook Jr. (VF : Marc Cassot) : Briggs
- Ray Teal (VF : Abel Jacquin) : Morgan
- Frank Cady (VF : Jacques Dynam) : Trader Joe
- William Phipps (VF : Gabriel Cattand) : le lieutenant Blake
- Harry Landers (VF : Jean-Henri Chambois) : Loup Gris / l'aide de camp du capitaine Trask
- Hank Worden (VF : Jean Clarieux) : Ours Brun / le gardien de la prison
- Lane Chandler (VF : Raymond Destac) : le chef du convoi (non crédité)

## Autour du film
- Premier film produit par Kirk Douglas, La Rivière de nos amours, sensiblement moins référencé que La Flèche brisée de Delmer Daves ou Bronco Apache de Robert Aldrich, est un des westerns qui contribueront, dans les années cinquante, à la restauration d'une image plus humaine des peuples indiens[réf. nécessaire].
- La Rivière de nos amours est le premier rôle important de l'actrice italienne Elsa Martinelli, remarquée dans le magazine Life et engagée par Kirk Douglas.
- Le film a été tourné à Bend, dans l'état de l' Oregon.
- Le photographe dit avoir été assistant de (Mathew) Brady, lequel a réellement existé et photographia, entre autres "célébrités", Nuage Rouge.